# Timothy Stevens
Pour les articles homonymes, voir Stevens.
Timothy Stevens, né le 26 mars 1989 à Saint-Trond, est un coureur cycliste belge.

## Biographie

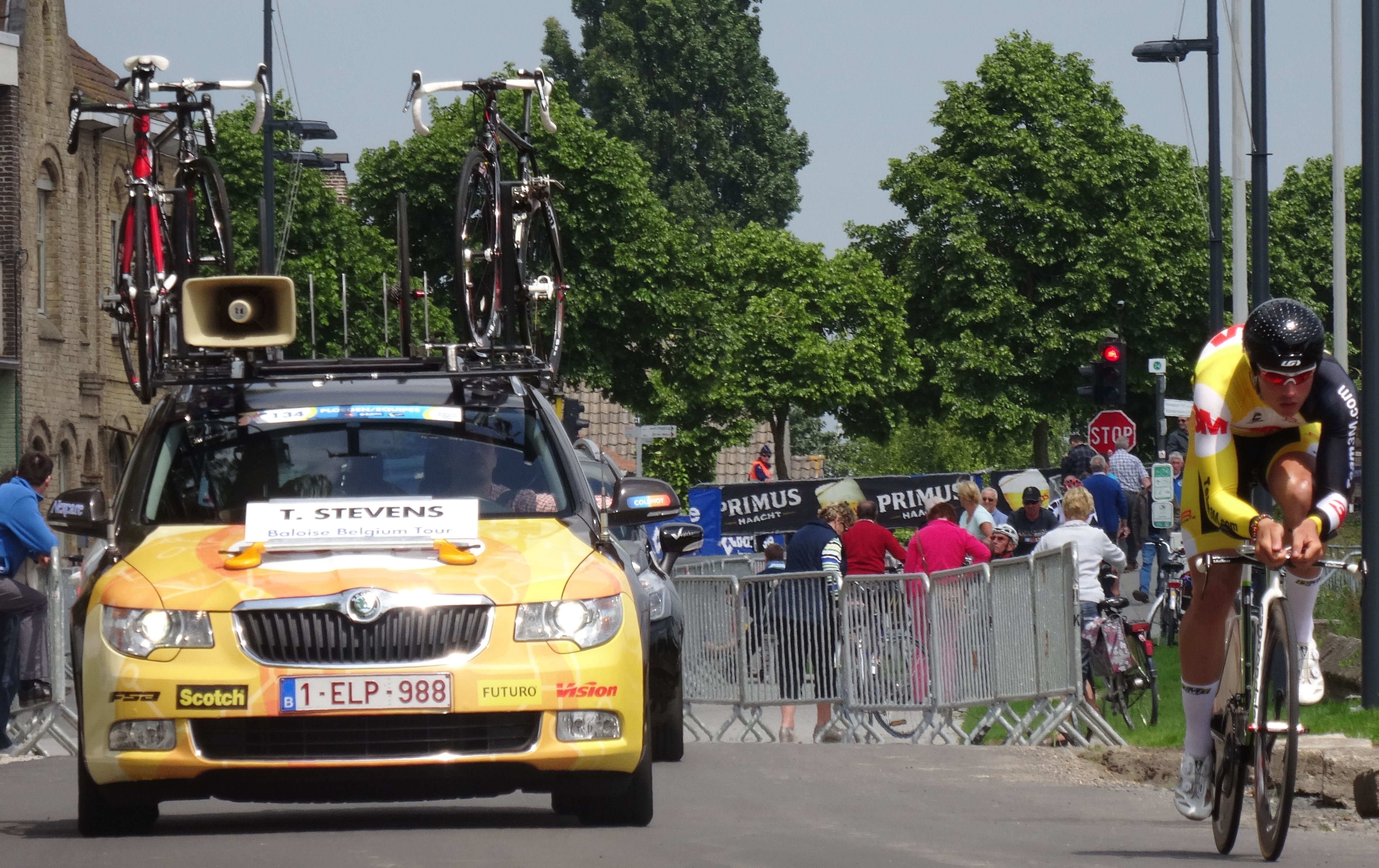
Timothy Stevens lors du contre-la-montre de la 3e étape du Tour de Belgique 2014 à Dixmude.

Timothy Stevens naît le 26 mars 1989 à Saint-Trond en Belgique.
Il entre en 2013 dans l'équipe 3M.

## Palmarès sur route

### Par année
- 2006
  - 3e de la Flèche du Brabant flamand
- 2007
  - 2e de la Flèche du Brabant flamand
- 2009
  - 2e du championnat du Limbourg sur route
- 2010
  - Champion du Limbourg sur route espoirs
  - Deux Jours du Gaverstreek :
    - Classement général
    - 1re étape

  - De Drie Zustersteden
  - 3e étape du Tour de la province d'Anvers
- 2011
  - De Drie Zustersteden
- 2012
  - À travers le Hageland
  - 1re et 4e étapes du Tour du Brabant flamand
  - 3e du championnat de Belgique élites sans contrat
  - 3e du Grote Prijs Dr. Eugeen Roggeman
- 2013
  - Wingene Koers
  - 2e du championnat du Limbourg sur route
  - 3e des Deux Jours du Gaverstreek
  - 3e du championnat du Limbourg du contre-la-montre
- 2014
  - Zuidkempense Pijl
  - 2e du championnat de Belgique élites sans contrat

- 2015

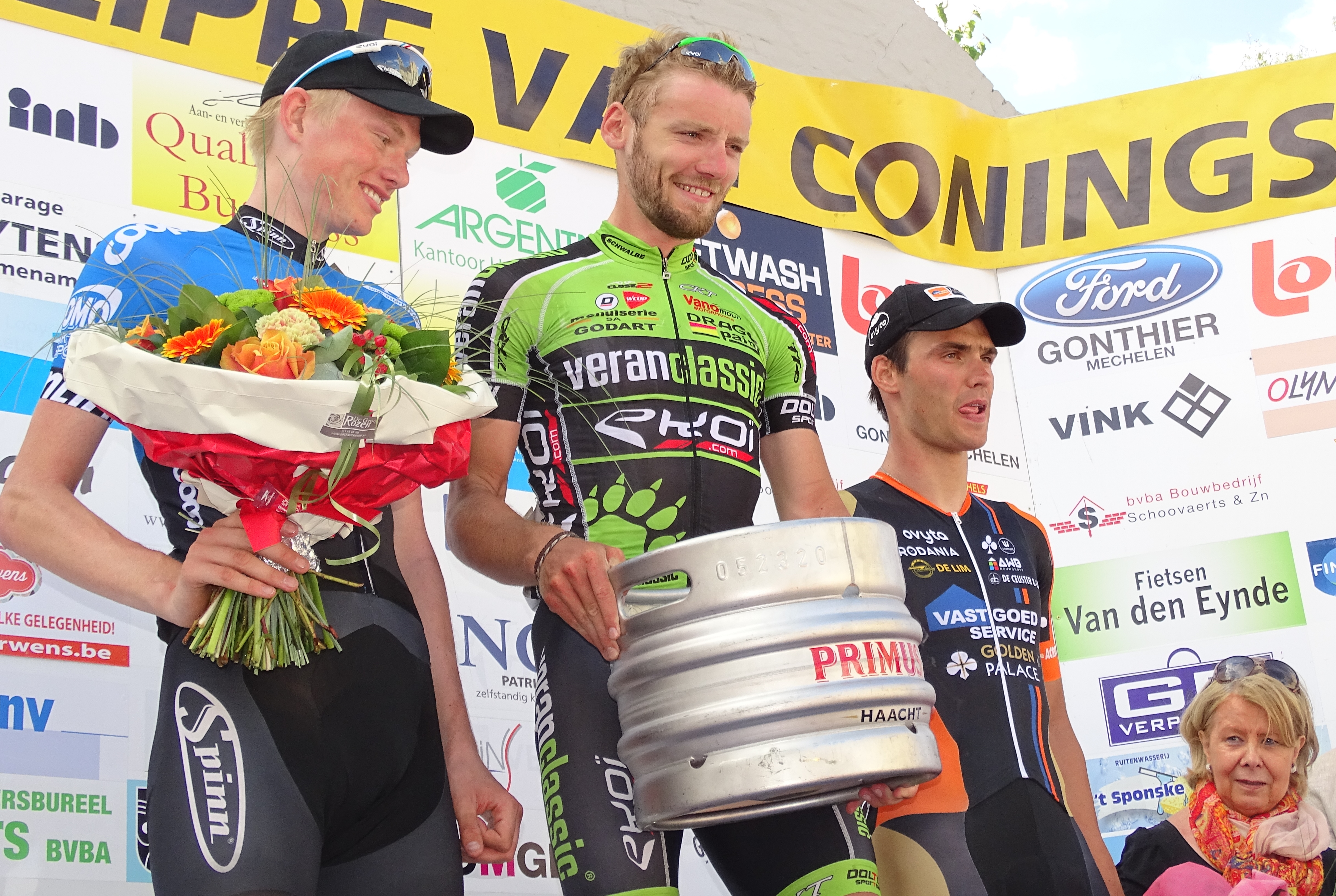
Podium de l'édition 2015 du Mémorial Philippe Van Coningsloo : Fredrik Strand Galta (2e), Robin Stenuit (1er) et Timothy Stevens (3e).

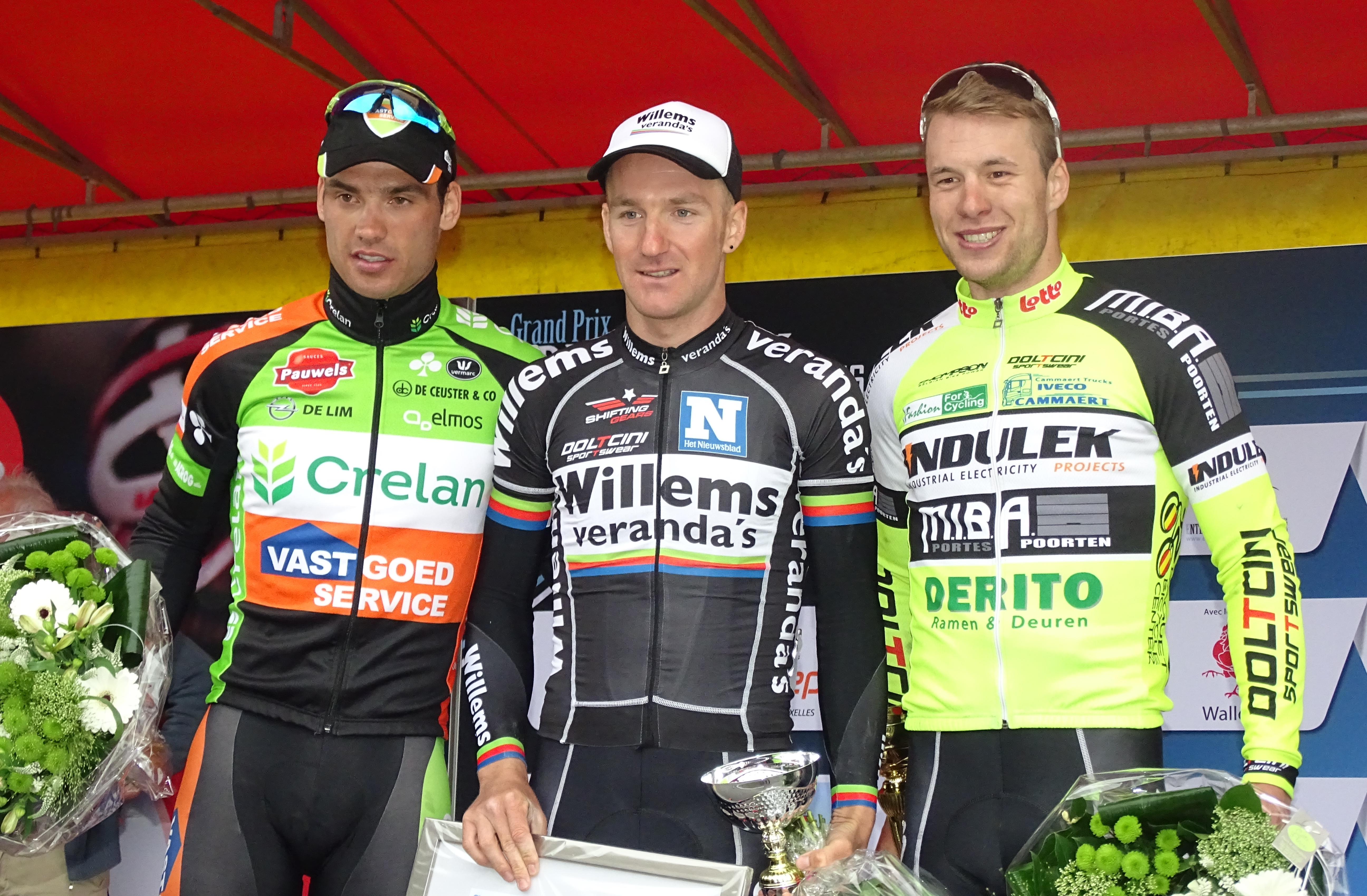
Podium de l'édition 2016 du Grand Prix Criquielion : Timothy Stevens (2e), Timothy Dupont (1er) et Rob Leemans (3e).

  - 2e de la Coupe Egide Schoeters
  - 3e de la Zuidkempense Pijl
  - 3e de la Puivelde Koerse
  - 3e du championnat de Belgique élites sans contrat
  - 3e du Mémorial Philippe Van Coningsloo
- 2016
  - Champion du Limbourg sur route
  - Zuidkempense Pijl
  - Grote Prijs Wase Polders
  - 1re étape du Tour du Brabant flamand
  - Mémorial Fred De Bruyne
  - 2e du Grand Prix Criquielion
  - 2e de l'Oost-Vlaamse Sluitingsprijs
  - 3e du Tour d'Overijssel
  - 3e du Tour du Brabant flamand
  - 3e de la Zwevezele Koers
- 2017
  - Driebergenprijs
  - Arno Wallaard Memorial
  - 3e du championnat du Limbourg du contre-la-montre
  - 3e du Grote Prijs Wase Polders
  - 3e du Mémorial Stanny Verlooy
  - 3e du Duo normand (avec David Boucher)
- 2018
  - Coupe Egide Schoeters
  - Flèche côtière
- 2022
  - 3e du championnat de Belgique sur route amateurs

### Classements mondiaux
| Année           | 2012 | 2013 | 2014 | 2015 | 2016 | 2017 | 2018 |
| --------------- | ---- | ---- | ---- | ---- | ---- | ---- | ---- |
| UCI Europe Tour | 358e | nc   | 758e | 629e | 363e | 402e | 799e |

## Palmarès sur piste
- 2006[1]
  - 3e du championnat de Belgique de poursuite par équipes juniors
- 2007
  -  Champion de Belgique de vitesse par équipes juniors (avec Fréderique Robert et Stijn Steels)
  - 3e du championnat de Belgique de poursuite juniors